# Tokkyu Tanaka 3 Go
Tokkyu Tanaka 3 Go es una serie de televisión japonesa emitida en la TBS. Estrenada en la primavera de 2007, la serie fue emitida los viernes a las 22.00 horas. Destacó especialmente por el carismático Koki Tanaka, protagonista de la serie y siempre bien recibido.

## La serie
Después de dos años estudiando, Ichiro Tanaka entra finalmente en una universidad de tercera categoría. Perseguido por su ferviente deseo de ser popular entre las chicas, se ve envuelto sin quererlo en el maravilloso mundo de los otakus de los trenes (Conocidos popularmente como tetsu). La serie nos muestra a Ichiro junto con sus solitarios amigos "tetsus", los cuales quieren ser populares también, aunque no lo consiguen, y nos enseña una hermosa historia de amor, amistar y crecimiento personal.

### Episodios
|        | Nombre del episodio                  | Traducción                                                 | Fecha de emisión    | Índices |
| ------ | ------------------------------------ | ---------------------------------------------------------- | ------------------- | ------- |
| Ep. 1  | 俺のレールは君につながってる!        | ¡Mis railes me han llevado a ti!                           | 3 de abril de 2007  | 11.5%   |
| Ep. 2  | おめえは世界で一番最低の男だ!        | ¡Eres el tío más perdedor de todo el mundo entero!         | 20 de abril de 2007 | 8.7%    |
| Ep. 3  | 君の故郷で君の彼氏とタイマン勝負!?   | ¿¡Una batalla 1 contra 1 con tu novio en tu ciudad natal!? | 27 de abril de 2007 | 7.6%    |
| Ep. 4  | ウソをホントにする男                 | Un chico que convierte las mentiras en verdades            | 5 de mayo de 2007   | 8.0%    |
| Ep. 5  | どんだけつき合えば友達になれるの?    | ¿Cuanto tiempo lleva el ser amigos?                        | 11 de mayo de 2007  | 8.3%    |
| Ep. 6  | 優しさ以外に取り柄がないの?          | ¿Es la bondad su único punto a favor?                      | 18 de mayo de 2007  | 9.4%    |
| Ep. 7  | 愛しの彼女と人生初のラブトレイン発車 | El viaje de la dama amante de los trenes                   | 25 de mayo de 2007  | 8.5%    |
| Ep. 8  | 君の彼氏になりたいのに…              | Quiero ser tu chico, pero...                               | 1 de junio de 2007  | 9.1%    |
| Ep. 9  | 涙のファーストキス                   | El primer beso de los ojos llorosos                        | 8 de junio de 2007  | 9.7%    |
| Ep. 10 | 俺達に明日はない                     | No hay mañana para nosotros                                | 15 de junio de 2007 | 6.8%    |
| Ep. 11 | 俺達の列車は未来へ走り続ける         | Nuestro tren avanza hacia el futuro                        | 22 de junio de 2007 | 8.9%    |